# 땅콩집

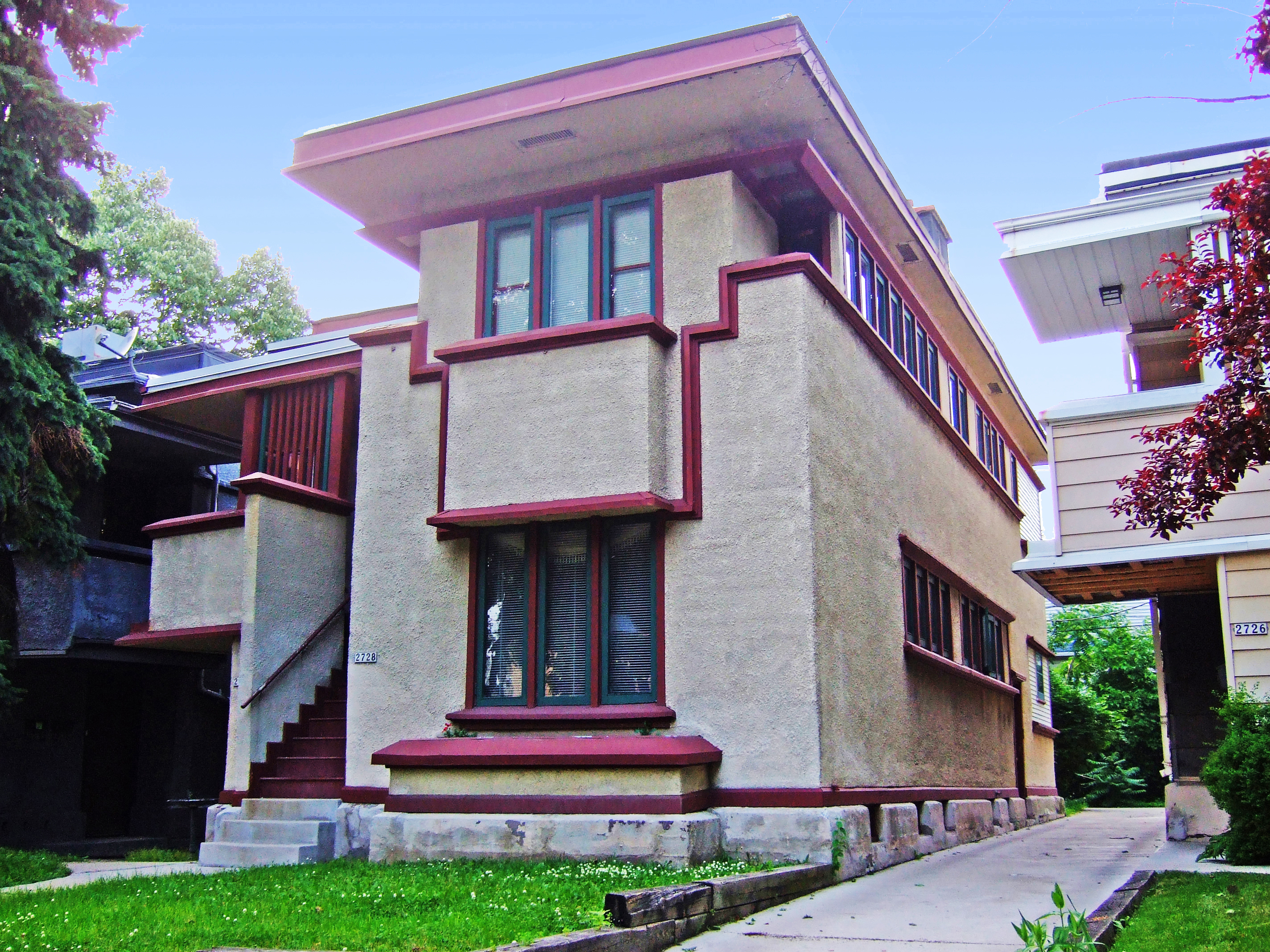

땅콩집 또는 듀플렉스 하우스(duplex house)는 한 개의 필지에 두 가구가 나란히 지어진 형태의 집을 말한다. 한 필지에 소형의 단독주택 두 채를 나란히 붙여 지은 모습이 땅콩껍질 안에 땅콩이 붙어있는 모습을 닮았다고 해서 붙은 명칭이다. 건축가 이현욱이 대한민국에 처음 도입하며 브랜드화했다. 땅콩집이 모여 있는 단지는 땅콩밭이라고 불린다.

## 역사
2011년 2월 21일 '두 남자의 집짓기'라는 책을 통해 이현욱 자신이 짓고 거주중인 땅콩주택을 공개하였다. 책에 등장하는 땅콩주택 1호는 경기도 용인 동백지구에 위치해 있는데, 친환경 목재 소재로 건설되었고 건설비용은 땅값(226m2) 3억 2천만 원, 건축비 3억 6천만 원, 설계비 및 등록세 등을 합쳐 7억 3천 350만원이 들었다. 앞마당이 딸린 2층집(가구당 층별 52.8m2)에 다락방을 갖추고 있다.
MBC 뉴스투데이를 비롯한 주요 언론매체의 주목을 받자 관심을 갖게 된 사람들이 이현욱의 건축사무소에 의뢰, 모두 14개 단지에 500여채가 계획 또는 완공될만큼 사업이 확대되었다.
그러나 2011년 10월 17일, 이현욱은 관련 프로젝트를 중단하는데, 이유는 '합리적이고 상식적으로 집을 짓겠다는 의도에서 사업을 시작했지만 주위의 영업 압박과 이권을 챙기려는 아귀다툼에 지쳤기 때문'이었다. 이후로는 개인 의뢰를 맡기보다 시행사와 협력하는 방식으로 땅콩밭 조성에 힘을 쏟을 계획이라 밝혔다.

## 장단점
두 가구가 토지 매입 및 건설비용을 분담해 가격 부담이 적다. 또한 목조 건축이므로 공사기간이 한 달 정도로 짧으며, 단독주택에 비해 단열성능이 높아 에너지소비량이 적고 친환경적이다. 반면, 토지와 건물에 대한 지분을 공동으로 소유함에 따라 내외부를 수리하거나 집을 담보로 대출을 받을 때 상대방의 동의를 필요로 하는 등 재산권 행사에 제약이 따른다. 아파트 분양시 건설사를 통한 집단 대출이 가능하지만 땅콩주택은 택지를 담보로 한 대출만 가능하여 현금이 많이 필요하고, 투자효율이 떨어지는 점, 사생활 침해의 소지가 있는 점 역시 단점으로 꼽힌다.
최초 건축주가 자신이 원하는 대로 맞춤 설계하는 경우가 대부분이기 때문에 집을 처분할 경우 새 집주인을 찾기가 어려운 부분도 있으나, 이현욱 소장은 앞으로 부가가치가 높은 주택이 더 인기를 끌 것이기 때문에 앞으로 수요가 더 많을 것이라고 주장한다.

## 시공 과정
구조체 세우기부터 가구공사까지 약 4주가 소요된다.
- 기초공사: 땅을 평탄작업하고 콘크리트로 기초를 만든다. 기초공사 기간 동안 공장에서 나무 구조체를 제작한다.
- 구조체 세우기: 공장에서 만든 나무 구조체를 차로 운반하여 현장에서 조립한다.
- 외벽공사: 외벽에 방수지, 창호 공사를 하는 동안 내부에서 전기, 설비공사를 같이 진행한다.
- 바닥온돌난방공사
- 단열공사: 목재스터드 사이에 단열재공사를 한다. 천정에도 단열재를 넣어 층간차음재 역할을 한다. 단열재와 나무를 보호하기 위해 석고보드로 덮는다.
- 인테리어공사: 석고보드 위에 도배하고 마루를 깐다. 화장실에 세면대, 변기, 타일을 설치한다.
- 가구공사: 붙박이장, 주방싱크대를 설치한다.
- 현장정리

## 비슷한 주택 형태
- 완두콩집: 기존 연립주택처럼 1개 건물에 3~4가구가 들어서지만 한 가구가 지하 1층부터 지상 3층, 다락방까지 통으로 사용하는 주거형태이다.[13]
- 외콩집: 땅콩집과 모양은 비슷하지만 한 필지에 한 채의 집을 지어 땅콩집의 건물과 땅의 소유권, 소음, 사생활 침해 문제 등을 해결한 주거형태이다.[14]

## 비판
건축평론가 이용재는, 특정 건축사무소로 일이 몰리면서 똑같은 모양의 땅콩집이 복제돼 결국 땅콩집 아파트촌이 되고 만 것 아니냐고 비판했다.

## 같이 보기
- 아파트
- 반단독주택